# (207755) 2007 SR6
(207755) 2007 SR6 es un asteroide perteneciente al cinturón de asteroides, descubierto el 17 de septiembre de 2007 por el equipo del PMO Neo Survey Program desde la Estación Astronómica Xu Yi, Huai'an, República Popular China.

## Designación y nombre
Designado provisionalmente como 2007 SR6.

## Características orbitales
2007 SR6 está situado a una distancia media del Sol de 2,636 ua, pudiendo alejarse hasta 3,310 ua y acercarse hasta 1,962 ua. Su excentricidad es 0,256 y la inclinación orbital 5,137 grados. Emplea 1563,07 días en completar una órbita alrededor del Sol.
El próximo acercamiento a la órbita de Júpiter ocurrirá el 20 de abril de 2133.

## Características físicas
La magnitud absoluta de 2007 SR6 es 16,49. 